# ستيف دي جورجيو
ستيف دي جورجيو (بالإنجليزية: Steve Di Giorgio)‏ هو موسيقي أمريكي، ولد في 7 نوفمبر 1967 في وكغن في الولايات المتحدة.

## وصلات خارجية
- الموقع الرسمي
- ستيف دي جورجيو على موقع ميوزك برينز (الإنجليزية)
- ستيف دي جورجيو على موقع أول ميوزيك (الإنجليزية)
- ستيف دي جورجيو على موقع ديسكوغز (الإنجليزية)